# Nekrolog 3. Quartal 1968
Nekrolog
◄◄
| ◄
| 1964
| 1965
| 1966
| 1967
| 1968 | 1969 | 1970 | 1971 | 1972 | ► | ►►
1. Quartal |
2. Quartal |
3. Quartal |
4. Quartal 1968
Weitere Ereignisse | Allgemeiner Nekrolog 1968
Die Beschreibung der verstorbenen Person sollte so kurz wie möglich gehalten sein und nur deren signifikante Tätigkeit(en) enthalten.
Neue Namen ggf. auch unter dem Geburts- und Sterbedatum, also etwa unter 1. Januar und im Geburts- und Sterbejahr (2024) eintragen (nur bei entsprechender großer Wichtigkeit). Für Beispiele siehe die schon vorhandenen Artikel.
Außerdem über die fünf zuletzt Verstorbenen, zu denen es einen ausreichend guten Artikel für eine Präsentation auf der Hauptseite gibt, nach der todesbedingten Überarbeitung der Artikel ggf. auch unter Wikipedia Diskussion:Hauptseite informieren und sie am besten auch in den anderen Wikipedia-Sprachversionen eintragen. Tipp: Regelmäßig bei news.google.de nach „ist tot“, „gestorben“ oder „verstorben“ suchen.
Wenn eine Person gestorben ist, gibt es viele Seiten zu dieser Person in der Wikipedia, die davon auch betroffen sind und entsprechend aktualisiert werden müssen. Beispiele: Namenübersichtsseite, Geburtsjahr, Geburtsort-Seiten und viele mehr.
Wie finde ich die betroffenen Seiten?
Im Suchfeld auf der linken Seite gibt man den Suchbegriff so ein: „Vorname Nachname“. Dann klickt man auf Volltext und alle Seiten mit entsprechendem Suchtext werden aufgerufen. Hier sieht man dann schnell, wo auch das Todesjahr Sinn macht oder sogar ein Teil des Artikels angepasst werden muss. Auch hilft das „Werkzeug“ auf der linken Seite sehr gut, um solche Seiten aufzufinden: „Links auf diese Seite“. Somit ist die Wikipedia wieder aktuell in allen Bereichen! Hinweis: bei Eintragung der Kategorie „Gestorben JAHR“ wird der Missbrauchsfilter 49 ausgelöst, was jedoch nicht schlimm ist. Siehe: Spezial:Missbrauchsfilter/49
Dies ist eine Liste von im dritten Quartal 1968 verstorbenen bekannten Persönlichkeiten. Die Einträge erfolgen innerhalb der einzelnen Daten alphabetisch sortiert. Tiere sind im Nekrolog für Tiere zu finden.

## Juli
| Tag      | Name                                 | Beruf, bekannt als                                                                                              | Alter | Beleg |
| -------- | ------------------------------------ | --- | ----- | ----- |
| 1. Juli  | Fritz Bauer                          | deutscher Richter, Staatsanwalt und Autor                                                                       | 64    |       |
| 1. Juli  | Fred Biermann                        | US-amerikanischer Politiker                                                                                     | 84    |       |
| 1. Juli  | Edwin Boring                         | US-amerikanischer Experimentalpsychologe und Psychologie-Historiker                                             | 81    |       |
| 1. Juli  | George Christensen                   | US-amerikanischer American-Football-Spieler                                                                     | 58    |       |
| 1. Juli  | Ilse Lotz-Dupont                     | deutsche Schauspielerin, Schriftstellerin und Drehbuchautorin                                                   | 74    |       |
| 1. Juli  | Stig Persson                         | schwedischer Ringer                                                                                             | 33    |       |
| 1. Juli  | Otto Reinwald                        | deutscher Schauspieler und Aufnahmeleiter                                                                       | 68    |       |
| 1. Juli  | Ludwig Sievers                       | deutscher Mediziner und Standespolitiker                                                                        | 81    |       |
| 1. Juli  | Malcolm Tod                          | britischer Schauspieler mit moderater Karriere beim heimischen und kontinentalen Stummfilm                      | 71    |       |
| 1. Juli  | Rudolf Toussaint                     | deutscher Offizier, zuletzt General der Infanterie                                                              | 77    |       |
| 1. Juli  | Virginia Weidler                     | deutsch-amerikanische Schauspielerin                                                                            | 41    |       |
| 1. Juli  | Annie van der Heide-Hemsing          | niederländische Bildhauerin                                                                                     | 72    |       |
| 1. Juli  | Friedrich von Werder                 | deutscher Polizeibeamter und Polizeipräsident                                                                   | 77    |       |
| 2. Juli  | Zaki al-Arsuzi                       | syrischer Lehrer und Politiker sowie ein Vordenker des Panarabismus                                             | 79    |       |
| 2. Juli  | Francis Brennan                      | US-amerikanischer Geistlicher, Kardinal der römisch-katholischen Kirche                                         | 74    |       |
| 2. Juli  | Hans Heysen                          | australischer Maler                                                                                             | 90    |       |
| 2. Juli  | Burkhard Nadolny                     | deutscher Schriftsteller                                                                                        | 62    |       |
| 2. Juli  | Hanns Wolf                           | deutscher Pianist, Komponist und Klavierpädagoge                                                                | 74    |       |
| 3. Juli  | Karl Oberparleiter                   | österreichischer Wirtschaftswissenschaftler                                                                     | 81    |       |
| 3. Juli  | Christoph Graf zu Stolberg-Stolberg  | deutscher Generalmajor                                                                                          | 80    |       |
| 3. Juli  | Hugo Weinstengl                      | österreichischer Bobsportler                                                                                    | 60    |       |
| 4. Juli  | Aline Bußmann                        | deutsche Schauspielerin, Rundfunksprecherin und Publizistin                                                     | 79    |       |
| 04. Juli | Earl Eastwood                        | kanadischer Ruderer                                                                                             | 62    |       |
| 4. Juli  | Gustaf Larson                        | schwedischer Ingenieur und Unternehmer                                                                          | 80    |       |
| 4. Juli  | Hubert B. Scudder                    | US-amerikanischer Politiker                                                                                     | 79    |       |
| 5. Juli  | Mutz Greenbaum                       | deutscher Kameramann                                                                                            | 72    |       |
| 5. Juli  | Walter Kikuth                        | deutscher Pharmakologe und Mediziner                                                                            | 71    |       |
| 5. Juli  | Enrique Pla y Deniel                 | spanischer Geistlicher, Erzbischof von Toledo und Kardinal                                                      | 91    |       |
| 5. Juli  | Hermann-Bernhard Ramcke              | deutscher Offizier, zuletzt General der Fallschirmtruppe (Wehrmacht)                                            | 79    |       |
| 5. Juli  | Karl-Friedrich Schweickhard          | deutscher Offizier, zuletzt Generals der Flieger                                                                | 85    |       |
| 6. Juli  | Siegfried Krug                       | deutsches Maueropfer                                                                                            | 28    |       |
| 6. Juli  | Herman Nyberg                        | schwedischer Segler                                                                                             | 88    |       |
| 6. Juli  | Walther Oehler                       | deutscher Konteradmiral                                                                                         | 80    |       |
| 6. Juli  | János Proszt                         | ungarischer Chemiker (Physikalische Chemie)                                                                     | 76    |       |
| 6. Juli  | Adam Sołtys                          | polnischer Komponist, Dirigent und Musikpädagoge                                                                | 78    |       |
| 6. Juli  | Erich Stier                          | deutscher Jurist und Polizist, Leiter der Staatspolizeistelle Magdeburg (1933–1934), Richter am Bundessozial... | 72    |       |
| 7. Juli  | Johann Attenberger                   | deutscher Motorradrennfahrer                                                                                    | 32    |       |
| 7. Juli  | Wahrhold Drascher                    | deutscher Historiker                                                                                            | 76    |       |
| 7. Juli  | Ugo Frigerio                         | italienischer Geher und Olympiasieger                                                                           | 66    |       |
| 7. Juli  | Hermann Grossmann                    | deutscher Autor                                                                                                 | 69    |       |
| 7. Juli  | Ellsworth Johnson                    | US-amerikanischer Mobster                                                                                       | 62    |       |
| 7. Juli  | Pete Latzo                           | US-amerikanischer Boxer                                                                                         | 65    |       |
| 7. Juli  | Fritz Müller                         | deutscher Reformpädagoge                                                                                        | 81    |       |
| 7. Juli  | Jo Schlesser                         | französischer Formel-1-Rennfahrer                                                                               | 40    |       |
| 7. Juli  | Leo Sowerby                          | US-amerikanischer Komponist                                                                                     | 73    |       |
| 7. Juli  | Gustaaf Van Slembrouck               | belgischer Radrennfahrer                                                                                        | 66    |       |
| 8. Juli  | Fritz Lademann                       | deutscher Jurist in der Finanzverwaltung                                                                        | 82    |       |
| 08. Juli | Lee Seong-deok                       | japanischer Eisschnellläufer und Sportfunktionär                                                                | 56    |       |
| 8. Juli  | Désiré Mérchez                       | französischer Schwimmer und Wasserballspieler                                                                   | 85    |       |
| 8. Juli  | Witali Polenow                       | sowjetisch-russischer Generalleutnant                                                                           | 67    |       |
| 9. Juli  | Friedrich Bartels                    | deutscher Arzt, stellvertretender Reichsärzteführer und SA-Brigadeführer                                        | 75    |       |
| 9. Juli  | Wiktor Nikolajewitsch Blinow         | sowjetischer Eishockeyspieler                                                                                   | 23    |       |
| 9. Juli  | Vardis Fisher                        | US-amerikanischer Schriftsteller                                                                                | 73    |       |
| 9. Juli  | Alfredo Foglino                      | uruguayischer Fußballspieler und -trainer                                                                       | 76    |       |
| 9. Juli  | Johnny Indrisano                     | US-amerikanischer Schauspieler, Boxer, Stuntman und Bodyguard                                                   | 63    |       |
| 9. Juli  | Heribert Kandler                     | deutscher Politiker (BHE), MdL                                                                                  | 78    |       |
| 9. Juli  | Ernst Liesegang                      | deutscher Kommunalpolitiker (SPD)                                                                               | 68    |       |
| 9. Juli  | Clemens Schaefer                     | deutscher Physiker                                                                                              | 90    |       |
| 10. Juli | Dudley Fitts                         | US-amerikanischer Übersetzer und Lyriker                                                                        | 65    |       |
| 10. Juli | Walter Gorn                          | deutscher Offizier, zuletzt Generalmajor im Zweiten Weltkrieg                                                   | 69    |       |
| 10. Juli | Franz Hančar                         | österreichischer Prähistoriker                                                                                  | 75    |       |
| 10. Juli | Konstantin Stepanowitsch Jelissejew  | russisch-sowjetischer Grafiker                                                                                  | 78    |       |
| 10. Juli | Hubert Matuschek                     | österreichischer Architekt                                                                                      | 65    |       |
| 10. Juli | Richard Moes                         | deutscher Politiker (CDU), Bürgermeister                                                                        | 80    |       |
| 10. Juli | Nahum Nir                            | israelischer Politiker                                                                                          | 84    |       |
| 10. Juli | Michele Tito                         | italienischer Leichtathlet                                                                                      | 48    |       |
| 11. Juli | Else Bäck                            | österreichisch-deutsch-amerikanische Schauspielerin                                                             | 84    |       |
| 11. Juli | Peter Gilles                         | deutscher Jurist und Kommunalpolitiker (Zentrum)                                                                | 94    |       |
| 11. Juli | Hilmar Moser                         | deutscher Generalleutnant des Heeres und SS-Gruppenführer                                                       | 87    |       |
| 12. Juli | Arnold Ljungdal                      | schwedischer Schriftsteller, Übersetzer, Philosoph und sozialdemokratischer Politiker                           | 66    |       |
| 12. Juli | Nelly Merz                           | deutsche Opernsängerin (Sopran)                                                                                 | 92    |       |
| 12. Juli | Francesco Morano                     | Kurienkardinal der römisch-katholischen Kirche                                                                  | 96    |       |
| 12. Juli | Antonio Pietrangeli                  | italienischer Regisseur                                                                                         | 49    |       |
| 12. Juli | Ada Sari                             | polnische Opernsängerin (Sopran)                                                                                | 82    |       |
| 13. Juli | Galvano Della Volpe                  | italienischer Philosoph und Marxist                                                                             | 72    |       |
| 13. Juli | William Jordan                       | US-amerikanischer Rudersportler                                                                                 | 70    |       |
| 14. Juli | Ross A. Collins                      | US-amerikanischer Politiker                                                                                     | 88    |       |
| 14. Juli | Adolf Florensa i Ferrer              | katalanischer Architekt                                                                                         | 79    |       |
| 14. Juli | Jindřich Kumpošt                     | tschechischer Architekt                                                                                         | 77    |       |
| 14. Juli | Günther Lummert                      | deutscher Rechtsanwalt und Strafverteidiger                                                                     | 65    |       |
| 14. Juli | Konstantin Georgijewitsch Paustowski | russischer Schriftsteller und Journalist                                                                        | 76    |       |
| 14. Juli | Joe R. Pool                          | US-amerikanischer Politiker                                                                                     | 57    |       |
| 14. Juli | Kurt Schmid-Ehmen                    | deutscher Bildhauer                                                                                             | 66    |       |
| 14. Juli | Ilias Tsirimokos                     | griechischer Politiker und Ministerpräsident                                                                    |       |       |
| 15. Juli | Cai Chusheng                         | chinesischer Filmregisseur                                                                                      | 62    |       |
| 15. Juli | Robert Eisenschitz                   | österreichisch-britischer Chemiker                                                                              | 70    |       |
| 15. Juli | Hans Findeisen                       | deutscher Völkerkundler, Theologe und Sprachforscher                                                            | 65    |       |
| 15. Juli | Elmo Smith                           | US-amerikanischer Politiker                                                                                     | 58    |       |
| 16. Juli | Herman Dahlbäck                      | schwedischer Ruderer                                                                                            | 77    |       |
| 16. Juli | Hu Xiansu                            | chinesischer Botaniker, Pädagoge und Kulturwissenschaftler                                                      | 74    |       |
| 16. Juli | Ferenc Keserű                        | ungarischer Wasserballspieler                                                                                   | 64    |       |
| 16. Juli | Everett Edgar King                   | US-amerikanischer Eisenbahningenieur                                                                            | 91    |       |
| 16. Juli | Tina Pica                            | italienische Schauspielerin                                                                                     | 84    |       |
| 16. Juli | Gottfried Sälzler                    | deutscher Fußballspieler                                                                                        | 46    |       |
| 16. Juli | Alfred Schneider                     | deutscher Politiker (SPD), MdL                                                                                  | 73    |       |
| 16. Juli | John B. Sosnowski                    | US-amerikanischer Politiker                                                                                     | 84    |       |
| 16. Juli | Gertrud Spörri                       | Schweizer Theologin, Priesterin und Sozialarbeiterin                                                            | 73    |       |
| 16. Juli | Arnold Wolfers                       | US-amerikanischer Politikwissenschaftler                                                                        | 76    |       |
| 17. Juli | Oskar Kaul                           | deutscher Musikwissenschaftler                                                                                  | 82    |       |
| 17. Juli | Hans Lang                            | deutscher Komponist, Musikpädagoge, Musikdozent für Harmonielehre                                               | 70    |       |
| 17. Juli | Jan van Rijckenborgh                 | niederländischer Rosenkreuzer und Gründer des Lectorium Rosicrucianum                                           | 71    |       |
| 17. Juli | Max Strassberg                       | österreichischer Schauspieler und Hörspielsprecher                                                              | 54    |       |
| 18. Juli | Bjarni Benediktsson frá Hofteigi     | isländischer Schriftsteller und Literaturkritiker                                                               | 46    |       |
| 18. Juli | Alfred Frenzel                       | deutscher Politiker (SPD), MdL, MdB                                                                             | 68    |       |
| 18. Juli | Corneille Heymans                    | belgischer Pharmakologe und Nobelpreisträger                                                                    | 76    |       |
| 18. Juli | Patrick M. Martin                    | US-amerikanischer Politiker                                                                                     | 43    |       |
| 18. Juli | Fritz Stelzer                        | deutscher Grafiker und Buchillustrator                                                                          | 63    |       |
| 18. Juli | José de la Cruz Turcios y Barahona   | honduranischer Ordenspriester und Bischof                                                                       | 83    |       |
| 19. Juli | Franz Gschnitzer                     | österreichischer Jurist und Politiker (ÖVP), Abgeordneter zum Nationalrat, Mitglied des Bundesrates             | 69    |       |
| 19. Juli | Jónas frá Hriflu                     | isländischer Lehrer, Journalist, Autor und Politiker                                                            | 83    |       |
| 19. Juli | Käthe Kruse                          | Puppenmacherin                                                                                                  | 84    |       |
| 19. Juli | Jack P. Pierce                       | griechisch-amerikanischer Maskenbildner                                                                         | 79    |       |
| 20. Juli | Nathan Altshiller-Court              | US-amerikanischer Mathematiker                                                                                  | 87    |       |
| 20. Juli | Alfons Dawo                          | saarländischer Politiker (CDU)                                                                                  | 73    |       |
| 20. Juli | Basilius Ebel                        | deutscher Benediktiner und Abt der Abteien St. Matthias und Maria Laach                                         | 72    |       |
| 20. Juli | Joseph Keilberth                     | deutscher Konzert- und Operndirigent                                                                            | 60    |       |
| 20. Juli | Agnes Fay Morgan                     | US-amerikanische Chemikerin und Ernährungswissenschaftlerin                                                     | 84    |       |
| 20. Juli | Hans Peschetz                        | österreichischer Bienenzüchter                                                                                  | 67    |       |
| 20. Juli | Josef Uhlmann                        | deutscher Fechter, deutscher Meister und Olympiateilnehmer                                                      | 65    |       |
| 21. Juli | Ernst Böhme                          | deutscher Politiker (SPD), MdL und Oberbürgermeister der Stadt Braunschweig                                     | 76    |       |
| 21. Juli | Karl Aagard Østvig                   | norwegischer Opernsänger (Tenor), Opernregisseur und Gesangspädagoge                                            | 79    |       |
| 21. Juli | Franz Renz                           | Landtagsabgeordneter Volksstaat Hessen                                                                          | 68    |       |
| 21. Juli | Ruth St. Denis                       | US-amerikanische Tänzerin, Choreografin und Pädagogin                                                           | 89    |       |
| 22. Juli | Dorothy Champney                     | britische Automobilrennfahrerin                                                                                 | 59    |       |
| 22. Juli | Romain Gour                          | kanadischer Sänger (Bariton) und Autor                                                                          | 68    |       |
| 22. Juli | Giovannino Guareschi                 | italienischer Journalist, Karikaturist und Schriftsteller                                                       | 60    |       |
| 22. Juli | Günther Hansen                       | deutscher Theaterwissenschaftler                                                                                | 49    |       |
| 22. Juli | Loras Thomas Lane                    | US-amerikanischer Geistlicher, Bischof von Rockford                                                             | 57    |       |
| 22. Juli | Richard Romanowsky                   | österreichischer Schauspieler und Komiker                                                                       | 85    |       |
| 23. Juli | Luigi Cevenini                       | italienischer Fußballspieler und -trainer                                                                       | 73    |       |
| 23. Juli | Hermann Corsten                      | deutscher Bibliothekar                                                                                          | 79    |       |
| 23. Juli | Henry Hallett Dale                   | britischer Biochemiker                                                                                          | 93    |       |
| 23. Juli | Bruno Heilig                         | Journalist, Buchautor und Übersetzer                                                                            | 80    |       |
| 23. Juli | Julius Isserlis                      | russischer Pianist und Komponist                                                                                | 79    |       |
| 23. Juli | Emil Steffann                        | deutscher Architekt                                                                                             | 69    |       |
| 24. Juli | Walter Georgii                       | deutscher Meteorologe                                                                                           | 79    |       |
| 24. Juli | Ulrich Knoche                        | deutscher Klassischer Philologe                                                                                 | 65    |       |
| 24. Juli | Josef Marchsteiner                   | österreichischer Politiker (ÖVP), Landtagsabgeordneter                                                          | 59    |       |
| 24. Juli | Friedrich-August Schack              | deutscher Offizier, zuletzt General der Infanterie im Zweiten Weltkrieg                                         | 76    |       |
| 24. Juli | Hans Welker                          | deutscher Fußballspieler                                                                                        | 60    |       |
| 25. Juli | Friedrich Burmeister                 | deutscher Politiker (RPD, DDP, CDU), MdV                                                                        | 80    |       |
| 25. Juli | Alexander Engel                      | deutscher Schauspieler und Regisseur                                                                            | 66    |       |
| 25. Juli | Reinhard Krumbach                    | deutscher Feuerwerker                                                                                           | 66    |       |
| 25. Juli | Adiel Paananen                       | finnischer Skilangläufer                                                                                        | 71    |       |
| 26. Juli | Gustav Friedrich Bauer               | deutscher evangelischer Pfarrer und Historiker                                                                  | 86    |       |
| 26. Juli | Pierluca                             | italienischer Bildhauer                                                                                         |       |       |
| 26. Juli | Karl Reinhardt                       | deutscher Landwirt, Politiker (NSDAP), MdL und MdR                                                              | 62    |       |
| 27. Juli | Anton van Duinkerken                 | niederländischer Schriftsteller und Literaturhistoriker                                                         | 65    |       |
| 27. Juli | Otto Eisler                          | tschechischer Architekt                                                                                         | 75    |       |
| 27. Juli | Lemuel Whittington Gorham            | US-amerikanischer Internist                                                                                     | 83    |       |
| 27. Juli | Lilian Harvey                        | britisch-deutsche Schauspielerin, Sängerin und Tänzerin                                                         | 62    |       |
| 27. Juli | Walter Hinsch                        | deutscher Architekt                                                                                             | 73    |       |
| 27. Juli | Ernst Höse                           | deutscher Politiker (SPD), MdL Baden-Württemberg                                                                | 58    |       |
| 27. Juli | Günter Howe                          | deutscher Mathematiker und Physiker                                                                             | 59    |       |
| 27. Juli | James McIlroy                        | britischer Arzt und Polarforscher                                                                               | 88    |       |
| 27. Juli | Gerda Maurus                         | österreichische Filmschauspielerin des Stummfilms                                                               | 64    |       |
| 27. Juli | André Vercruysse                     | belgischer Radrennfahrer                                                                                        | 73    |       |
| 28. Juli | José Arce                            | argentinischer Diplomat und Arzt                                                                                | 86    |       |
| 28. Juli | Otto Hahn                            | deutscher Chemiker und Nobelpreisträger                                                                         | 89    |       |
| 28. Juli | Ángel Herrera Oria                   | spanischer Rechtsanwalt, Politiker, Geistlicher und Kardinal                                                    | 81    |       |
| 28. Juli | Wilhelm Patsche                      | deutscher Opernsänger (Bass)                                                                                    | 80    |       |
| 28. Juli | Max Stebens                          | deutscher Kunstturner                                                                                           | 69    |       |
| 28. Juli | Steven Vinaver                       | US-amerikanischer Dramatiker und Regisseur                                                                      | 31    |       |
| 29. Juli | Peter J. Hincks                      | US-amerikanischer Politiker und Treasurer von Vermont                                                           | 85    |       |
| 29. Juli | Kurt Kölsch                          | deutscher Politiker (NSDAP) und Schriftsteller                                                                  | 64    |       |
| 29. Juli | Gerhard Schumann                     | deutscher Politiker (NDPD)                                                                                      | 52    |       |
| 30. Juli | Carl Ballhaus                        | deutscher Film- und Fernsehschauspieler, Drehbuchautor und Regisseur                                            | 62    |       |
| 30. Juli | Joseph Barron                        | irischer Politiker                                                                                              |       |       |
| 30. Juli | Elmer K. Bolton                      | US-amerikanischer Chemiker                                                                                      | 82    |       |
| 30. Juli | Hans-Udo von Grone                   | deutscher Landwirt und Politiker (DNVP, NSDAP)                                                                  | 81    |       |
| 30. Juli | Alexander Hall                       | US-amerikanischer Filmregisseur und Filmeditor                                                                  | 74    |       |
| 30. Juli | Johann Horvath                       | österreichischer Fußballspieler                                                                                 | 65    |       |
| 30. Juli | Jón Leifs                            | isländischer Komponist und Dirigent                                                                             | 69    |       |
| 30. Juli | Wilhelm Kemper                       | deutscher Politiker (Zentrum, CDU), MdL                                                                         | 63    |       |
| 30. Juli | Rudolf Krüger                        | deutscher Politiker (NSDAP) und Beamter                                                                         | 70    |       |
| 30. Juli | Karl Vaupel                          | deutscher Lehrer, Reformpädagoge und Dichter                                                                    | 71    |       |
| 31. Juli | William Bukový                       | slowakisch-tschechischer Komponist                                                                              | 36    |       |
| 31. Juli | István Irsai                         | ungarisch-israelischer Grafiker                                                                                 | 71    |       |
| 31. Juli | Paul Ludowigs                        | deutscher Unternehmer                                                                                           | 83    |       |
| 31. Juli | Karl Ritter                          | deutscher Diplomat                                                                                              | 85    |       |
| 31. Juli | Carlos María de la Torre             | ecuadorianischer Kardinal und Erzbischof von Quito                                                              | 94    |       |
| Juli     | Jean-Pierre Wilhelm                  | deutscher Galerist                                                                                              | 55    |       |

## August
| Tag        | Name                                     | Beruf, bekannt als                                                                            | Alter | Beleg |
| ---------- | ---------------------------------------- | --------------------------------------------------------------------------------------------- | ----- | ----- |
| 1. August  | Thomas Havelock                          | britischer Schiffbauingenieur                                                                 | 91    |       |
| 1. August  | Heribert Christian Scheeben              | deutscher Kirchenhistoriker                                                                   | 77    |       |
| 1. August  | Maurice Spector                          | kanadischer kommunistischer Politiker                                                         |       |       |
| 2. August  | Leopold Levi                             | US-amerikanischer Fabrikant sowie Verbandsfunktionär deutsch-jüdischer Herkunft               | 98    |       |
| 2. August  | Walter Wohler                            | deutscher Richter                                                                             | 75    |       |
| 3. August  | Pietro Carloni                           | italienischer Schauspieler                                                                    | 71    |       |
| 3. August  | Hyatt E. Covey                           | US-amerikanischer Politiker                                                                   | 92    |       |
| 3. August  | Gustav von Festenberg                    | österreichischer Autor, Lyriker                                                               | 76    |       |
| 3. August  | Fritz Kühn                               | deutscher Autor                                                                               | 84    |       |
| 3. August  | Xavier Lesage                            | französischer Dressurreiter                                                                   | 82    |       |
| 3. August  | Konstantin Konstantinowitsch Rokossowski | sowjetischer und polnischer Marschall                                                         | 71    |       |
| 3. August  | Max Stähelin-Maeglin                     | Schweizer Wirtschaftsjurist und Überlebender des Untergangs der Titanic                       | 88    |       |
| 3. August  | Yang Shuo                                | chinesischer Lyriker und Essayist                                                             | 55    |       |
| 4. August  | Alexander O. Gettler                     | US-amerikanischer Chemiker, Pionier der forensischen Toxikologie                              | 84    |       |
| 4. August  | Gustav Adolf Krauß                       | deutscher Forstwissenschaftler und Hochschullehrer                                            | 80    |       |
| 4. August  | Adolf Ludin                              | deutscher Wasserbau-Ingenieur                                                                 | 88    |       |
| 4. August  | Hermann Skolaster                        | deutscher Ordensgeistlicher, Hochschullehrer, Missionar, Autor und Journalist                 | 91    |       |
| 4. August  | Djibo Yacouba                            | nigrischer Politiker und Diplomat                                                             | 45    |       |
| 5. August  | Carlyle Atkinson                         | britischer Schwimmer                                                                          | 75    |       |
| 5. August  | Djavidan Hanum                           | österreichisch-ungarische Schriftstellerin und Malerin                                        | 91    |       |
| 5. August  | Luther Perkins                           | US-amerikanischer Gitarrist                                                                   | 40    |       |
| 5. August  | Oskar Üpraus                             | estnischer Fußballnationalspieler                                                             | 69    |       |
| 5. August  | Kurt Weigelt                             | deutscher Manager                                                                             | 84    |       |
| 6. August  | Giovanni Bracco                          | italienischer Automobilrennfahrer                                                             | 60    |       |
| 6. August  | Ernest Burnelle                          | belgischer Politiker                                                                          | 60    |       |
| 6. August  | Josef August Eichelsbacher               | deutscher Lehrer und Heimatforscher                                                           | 84    |       |
| 6. August  | Hanns Fischer                            | deutscher germanistischer Mediävist                                                           | 40    |       |
| 6. August  | Götz von Mirbach                         | deutscher Marineoffizier                                                                      | 52    |       |
| 6. August  | Ivar Tengbom                             | schwedischer Architekt                                                                        | 90    |       |
| 6. August  | Richard H. Wilhelm                       | US-amerikanischer Chemieingenieur                                                             | 59    |       |
| 7. August  | Heinrich Suso Groner                     | Abt von Wettingen                                                                             | 72    |       |
| 7. August  | Erwin Anton Gutkind                      | deutscher bzw. britischer Architekt, Stadtplaner und Architekturtheoretiker                   | 82    |       |
| 7. August  | Heinrich Stiege                          | deutscher Marineoffizier                                                                      | 73    |       |
| 7. August  | Hans Suchard                             | österreichischer Politiker (SPÖ), MdL (Burgenland)                                            | 75    |       |
| 8. August  | Max Biebl                                | deutscher Chirurg                                                                             | 74    |       |
| 8. August  | Raphael Demos                            | US-amerikanischer Philosoph und Philosophiehistoriker                                         | 76    |       |
| 8. August  | Oskar Hug                                | Schweizer Arzt, Alpinist und Skipionier                                                       | 82    |       |
| 8. August  | Orovida Camille Pissarro                 | britische Malerin                                                                             | 74    |       |
| 8. August  | Adolf Pucher                             | österreichischer Bauingenieur                                                                 | 66    |       |
| 8. August  | Ernst Saalwächter                        | deutscher Politiker (KPD), Buchhändler, KZ-Häftling und VVN-Funktionär                        | 70    |       |
| 8. August  | Fritz Stiedry                            | österreichisch-amerikanischer Dirigent                                                        | 84    |       |
| 9. August  | Alfred Bülowius                          | deutscher Offizier, zuletzt General der Flieger im Zweiten Weltkrieg                          | 76    |       |
| 9. August  | Elmer J. Holland                         | US-amerikanischer Politiker                                                                   | 74    |       |
| 9. August  | Charles Emil Kany                        | US-amerikanischer Romanist und Hispanist tschechischer Abstammung                             |       |       |
| 9. August  | Svend Martinsen                          | norwegischer Ringer                                                                           | 67    |       |
| 9. August  | Friedrich Christian von Sachsen          | Chef des Hauses Wettin                                                                        | 74    |       |
| 10. August | Jakob Fenk                               | Schweizer Politiker (FDP/SP)                                                                  | 89    |       |
| 10. August | Gabriel Hanot                            | französischer Fußballspieler, Journalist, Zeitungsinhaber (L’Équipe)                          | 78    |       |
| 10. August | Veikko Nyqvist                           | finnischer Leichtathlet                                                                       | 52    |       |
| 11. August | Schmuel Dajan                            | israelischer Schriftsteller und Politiker                                                     | 77    |       |
| 11. August | Günther Enderlein                        | deutscher Zoologe, Alternativmediziner und Pharmazeut                                         | 96    |       |
| 11. August | Anton Hoppe                              | deutscher Politiker (CDU), MdL, MdB                                                           | 79    |       |
| 11. August | Jan Łazarski                             | polnischer Radsportler                                                                        | 75    |       |
| 12. August | Harry Adams                              | US-amerikanischer Sportschütze                                                                | 87    |       |
| 12. August | Heinz Ullmann                            | deutscher Politiker (FDP), MdA                                                                | 82    |       |
| 13. August | Joe Hinton                               | US-amerikanischer Soul- und Rhythm-and-Blues-Sänger                                           | 38    |       |
| 13. August | Max Egon zu Hohenlohe-Langenburg         | Adliger                                                                                       | 70    |       |
| 13. August | Egid Kotschenreuther                     | deutscher Politiker                                                                           | 65    |       |
| 13. August | Subbaramiah Minakshisundaram             | indischer Mathematiker                                                                        | 54    |       |
| 13. August | Øystein Ore                              | norwegischer Mathematiker                                                                     | 68    |       |
| 13. August | Eilhard Schlesinger                      | deutscher Klassischer Philologe                                                               | 58    |       |
| 13. August | Bertha Schnyder                          | Gründerin und Vorsteherin der Bäuerinnenschule Uttewil                                        | 81    |       |
| 13. August | Walter Schroeder                         | deutscher General                                                                             | 72    |       |
| 13. August | Otto Stahmer                             | deutscher Jurist                                                                              | 88    |       |
| 14. August | Edith Junghans                           | deutsche Malerin                                                                              | 80    |       |
| 14. August | Rudolf Machnig                           | deutscher Politiker (SPD), MdL Bayern und Oberbürgermeister von Memmingen                     | 50    |       |
| 14. August | Karol Pękala                             | polnischer Geistlicher, Weihbischof von Tarnów                                                | 65    |       |
| 14. August | Hans Pollack                             | österreichischer Bankbeamter, Grafiker und Maler                                              | 77    |       |
| 14. August | Augusto Álvaro da Silva                  | brasilianischer Geistlicher, Erzbischof von São Salvador da Bahia und Kardinal                | 92    |       |
| 14. August | Marcel Thil                              | französischer Boxer                                                                           | 64    |       |
| 15. August | Karl Baur                                | deutscher Bildhauer                                                                           | 86    |       |
| 15. August | Wilhelm Behrens                          | deutscher Offizier, zuletzt Generalleutnant im Zweiten Weltkrieg                              | 79    |       |
| 15. August | Luis Gianneo                             | argentinischer Komponist                                                                      | 71    |       |
| 15. August | Fritz Held                               | deutscher Politiker (FDP), MdB                                                                | 67    |       |
| 15. August | Ernst Meyer                              | deutscher Gymnasiallehrer und Schliemannforscher                                              | 80    |       |
| 15. August | Karl Bernhard Ritter                     | deutscher evangelischer Theologe und Politiker (DNVP)                                         | 78    |       |
| 15. August | Peter Roehr                              | deutscher Maler und Objektkünstler                                                            | 23    |       |
| 16. August | José André Coimbra                       | brasilianischer Geistlicher, römisch-katholischer Bischof von Patos de Minas                  | 67    |       |
| 16. August | Cutty Cutshall                           | US-amerikanischer Jazz-Trompeter                                                              | 56    |       |
| 16. August | Kumagai Ichiya                           | japanischer Tennisspieler                                                                     | 77    |       |
| 16. August | Michael Mangold                          | österreichischer Politiker (CSP/ÖVP), Bäckermeister und Gastwirt                              | 79    |       |
| 16. August | Ernest Mottier                           | Schweizer Eishockeyspieler                                                                    | 77    |       |
| 16. August | J. Russell Tuten                         | US-amerikanischer Politiker                                                                   | 57    |       |
| 17. August | Marie Ahlers                             | deutsche Politikerin (KPD, SED), MdR                                                          | 70    |       |
| 17. August | Bruno Paul                               | deutscher Architekt, Designer und Karikaturist                                                | 94    |       |
| 18. August | Wilhelm Ahrens                           | deutscher Geologe                                                                             | 74    |       |
| 18. August | Arno Anke                                | deutscher Architekt                                                                           | 89    |       |
| 18. August | Giacomo Bassi                            | italienischer Beamter                                                                         | 72    |       |
| 18. August | Ilse Hoffmeister                         | deutsche Kunstgewerbelehrerin                                                                 | 76    |       |
| 18. August | Arthur Owen Marshall                     | US-amerikanischer Komponist und Pianist des Ragtime                                           | 86    |       |
| 18. August | Franz Nieberl                            | deutscher Kletterer, Bergsteiger, Buchautor                                                   | 93    |       |
| 18. August | Karl Weßling                             | deutscher Gewerkschafter und Politiker (SPD), MdBB                                            | 57    |       |
| 18. August | Hugh Beistle Woodward                    | US-amerikanischer Politiker                                                                   | 83    |       |
| 19. August | Spiro Dellerba                           | US-amerikanischer American-Football-Spieler                                                   | 45    |       |
| 19. August | Antonio Fessia                           | italienischer Automobil- und Flugzeugkonstrukteur                                             | 66    |       |
| 19. August | George Gamow                             | russisch-US-amerikanischer Physiker                                                           | 64    |       |
| 19. August | Bill Stegmeyer                           | US-amerikanischer Jazzmusiker und Arrangeur                                                   | 51    |       |
| 20. August | Channing H. Cox                          | US-amerikanischer Politiker                                                                   | 88    |       |
| 20. August | Gottfried Deininger                      | deutscher Molker und Politiker (SPD), MdL Bayern                                              | 69    |       |
| 20. August | Roger C. Peace                           | US-amerikanischer Politiker                                                                   | 69    |       |
| 20. August | Friedrich Stockinger                     | österreichischer Politiker (CS/VF) und Bundesminister                                         | 73    |       |
| 21. August | Alois Bachschmid                         | deutscher NSDAP-Gauleiter                                                                     | 68    |       |
| 21. August | Ewald Backe                              | deutscher Lehrer und Nationalsozialist                                                        | 71    |       |
| 21. August | Sioux K. Grigsby                         | US-amerikanischer Politiker                                                                   | 94    |       |
| 21. August | Germaine Guèvremont                      | kanadische Schriftstellerin                                                                   | 75    |       |
| 21. August | Wilhelm Hesse                            | deutscher Lehrer, Politiker (NSDAP), SS-Mitglied und Oberbürgermeister der Stadt Braunschweig | 66    |       |
| 21. August | Hellmuth Rössler                         | deutscher Historiker                                                                          | 58    |       |
| 22. August | Rudolf Raimund Ballabene                 | österreichischer Maler, Bildhauer und Keramiker                                               | 78    |       |
| 22. August | Emmi Hagen                               | deutsche Medizinprofessorin                                                                   | 50    |       |
| 22. August | Fritz Hintz-Fabricius                    | österreichisch-deutscher Sänger, Schauspieler und Theaterregisseur                            | 77    |       |
| 22. August | Hugo Mayer                               | deutscher Politiker (CDU), MdB                                                                | 69    |       |
| 22. August | Necmi Onarıcı                            | türkischer Fußballspieler                                                                     | 42    |       |
| 22. August | Wilhelm Wagner                           | deutscher Maler und Grafiker                                                                  | 81    |       |
| 23. August | John Flynn                               | irischer Politiker                                                                            |       |       |
| 23. August | Ernst Haage                              | deutscher Feinmechaniker und Unternehmensgründer                                              | 66    |       |
| 23. August | Hunt Stromberg                           | US-amerikanischer Filmproduzent                                                               | 74    |       |
| 23. August | Otto Voss                                | deutscher Neurochirurg und Hochschullehrer an der Universität Rostock                         | 66    |       |
| 24. August | Heinrich Hamm                            | deutscher Bildhauer                                                                           | 79    |       |
| 24. August | Willy Illmer                             | deutscher Maler                                                                               | 69    |       |
| 24. August | Karl Knabe                               | deutscher Verwaltungsjurist und Landrat                                                       | 79    |       |
| 24. August | Kathleen O’Connor                        | australische Malerin                                                                          | 91    |       |
| 24. August | Doc Souchon                              | US-amerikanischer Jazzmusiker und Autor                                                       | 70    |       |
| 24. August | Hugo Voss                                | deutscher Landvermesser                                                                       | 93    |       |
| 25. August | Harry Elmer Barnes                       | US-amerikanischer Soziologe und Kulturhistoriker                                              | 79    |       |
| 25. August | John George                              | US-amerikanisch-syrischer Schauspieler                                                        | 70    |       |
| 25. August | Helene Holzman                           | deutsche Malerin und Autorin                                                                  | 76    |       |
| 25. August | Friedrich Lütge                          | deutscher Ökonom und Historiker                                                               | 66    |       |
| 25. August | Franz Müller                             | deutscher Sportfunktionär                                                                     | 72    |       |
| 25. August | Maurice Ransford                         | US-amerikanischer Artdirector und Szenenbildner                                               | 72    |       |
| 25. August | John Martin Vorys                        | US-amerikanischer Politiker                                                                   | 72    |       |
| 26. August | Kay Francis                              | US-amerikanische Schauspielerin                                                               | 63    |       |
| 26. August | Martin Frič                              | tschechischer Filmregisseur                                                                   | 66    |       |
| 26. August | Wilhelm Riede                            | deutscher Versicherungsmanager                                                                | 90    |       |
| 27. August | Paul Jacobs                              | deutscher reformierter Pastor und Hochschullehrer                                             | 59    |       |
| 27. August | Christian Janentzky                      | deutscher Literaturwissenschaftler und Bibliotheksdirektor                                    | 82    |       |
| 27. August | Gustaf de Lattin                         | deutscher Zoologe, Biogeograph                                                                | 55    |       |
| 27. August | Robert Z. Leonard                        | US-amerikanischer Filmregisseur                                                               | 78    |       |
| 27. August | Marina, Duchess of Kent                  | britische Adelige, Mitglied der britischen königlichen Familie                                | 61    |       |
| 27. August | Eddie Martin                             | US-amerikanischer Boxer                                                                       | 65    |       |
| 28. August | Lawrence Brock                           | US-amerikanischer Politiker                                                                   | 62    |       |
| 28. August | Walter Brück                             | österreichischer Eishockey- und Bandyspieler                                                  | 67    |       |
| 28. August | Arthur Henderson, Baron Rowley           | britischer Politiker, Mitglied des House of Commons                                           | 75    |       |
| 28. August | Erich Jansen                             | deutscher Apotheker und Schriftsteller                                                        | 70    |       |
| 28. August | Albin Johansson                          | schwedischer Unternehmer                                                                      | 82    |       |
| 28. August | Hans Lenz                                | deutscher Politiker (FDP), MdB                                                                | 61    |       |
| 28. August | John Gordon Mein                         | US-amerikanischer Diplomat                                                                    | 54    |       |
| 28. August | Karl Erich Merseburger                   | deutscher Künstler                                                                            | 77    |       |
| 29. August | Ida Frohnmeyer                           | deutsch-schweizerische Schriftstellerin                                                       | 85    |       |
| 29. August | Max Ketels                               | deutscher Senator und Kaufmann                                                                | 79    |       |
| 29. August | Willi Lindörfer                          | deutscher Geigenbauer                                                                         | 64    |       |
| 29. August | Alfred Richter-Anschütz                  | deutscher Theaterschauspieler und Regisseur                                                   | 79    |       |
| 29. August | Michael Wollner                          | sudetendeutscher Lyriker und Dichter                                                          | 77    |       |
| 30. August | Luitpold Popp                            | deutscher Fußballspieler                                                                      | 75    |       |
| 30. August | Emil Scheel                              | deutscher Jurist                                                                              | 82    |       |
| 30. August | Oscar Schönherr                          | deutscher Komponist                                                                           | 65    |       |
| 30. August | William Talman                           | US-amerikanischer Schauspieler                                                                | 53    |       |
| 30. August | Enrique Wernicke                         | argentinischer Journalist, Puppenspieler und Schriftsteller                                   | 53    |       |
| 31. August | Brigitte Adolphsen                       | deutsche Schriftstellerin                                                                     | 85    |       |
| 31. August | Wladimiro De Liguoro                     | italienischer Schauspieler und Filmregisseur                                                  | 74    |       |
| 31. August | Bruno Dilley                             | deutscher Pilot und Ritterkreuzträger im Zweiten Weltkrieg                                    | 55    |       |
| 31. August | George Peabody Gooch                     | britischer Historiker, Mitglied des House of Commons                                          | 94    |       |
| 31. August | Adele Hartwig                            | österreichische Theater- und Stummfilmschauspielerin sowie Theatergründerin und -leiterin     | 95    |       |
| 31. August | Dennis O’Keefe                           | US-amerikanischer Schauspieler                                                                | 60    |       |
| August     | Fritz Goldschmidt                        | deutscher Jurist, Senatspräsident am Kammergericht                                            | 74    |       |

## September
| Tag           | Name                                | Beruf, bekannt als                                                                       | Alter | Beleg |
| ------------- | ----------------------------------- | ---------------------------------------------------------------------------------------- | ----- | ----- |
| 1. September  | Sigisbert Mitterer                  | deutscher Geistlicher und der zweite Abt der Benediktinerabtei Schäftlarn                | 77    |       |
| 1. September  | Karl Gottfried Philipp              | deutscher Politiker (CDU)                                                                | 71    |       |
| 1. September  | Antti Raita                         | finnischer Radrennfahrer                                                                 | 84    |       |
| 2. September  | Ernest Claes                        | flämischer Schriftsteller                                                                | 82    |       |
| 02. September | Andrei Alexandrowitsch Grigorjew    | sowjetisch-russischer Physiogeograph                                                     | 84    |       |
| 2. September  | Stefan Jellinek                     | österreichischer Mediziner                                                               | 97    |       |
| 2. September  | Jim Nance McCord                    | US-amerikanischer Politiker                                                              | 89    |       |
| 2. September  | Hampton Wildman Parker              | englischer Herpetologe                                                                   | 71    |       |
| 2. September  | Robert Peterson                     | US-amerikanischer Politiker                                                              | 80    |       |
| 2. September  | Siegfried Rasp                      | deutscher General der Infanterie im Zweiten Weltkrieg                                    | 70    |       |
| 2. September  | Sabiha Sertel                       | erste weibliche türkische Journalistin                                                   | 72/73 |       |
| 2. September  | Max zu Solms                        | deutscher Soziologe                                                                      | 74    |       |
| 2. September  | Josef Urban                         | tschechoslowakischer Ringer                                                              | 69    |       |
| 3. September  | Kurt Bärbig                         | deutscher Architekt                                                                      | 79    |       |
| 3. September  | Sever Burada                        | rumänischer Maler                                                                        | 72    |       |
| 3. September  | Juan José Castro                    | argentinischer Dirigent und Komponist                                                    | 73    |       |
| 3. September  | Oskar Gundermann                    | deutscher Mediziner und Medizinalbeamter                                                 | 74    |       |
| 3. September  | Arthur Carl Lichtenberger           | US-amerikanischer Geistlicher, Oberhaupt der Episcopal Church in the USA                 | 68    |       |
| 3. September  | Fritz Eduard Pauli                  | Schweizer Maler und Radierer                                                             | 77    |       |
| 3. September  | Carl Pedersen                       | dänischer Ruderer                                                                        | 83    |       |
| 3. September  | Bernhard Rüder                      | deutscher Gynäkologe und Parlamentarier                                                  | 69    |       |
| 4. September  | Edouard Bauty                       | Schweizer Journalist                                                                     | 94    |       |
| 4. September  | Engebret Skogen                     | norwegischer Sportschütze                                                                | 81    |       |
| 5. September  | Georg Heinrich Arcularius           | deutscher Tierarzt                                                                       | 75    |       |
| 5. September  | Alberto Castellanos                 | argentinischer Botaniker und Paläobotaniker                                              | 71    |       |
| 5. September  | Josefine Doerner                    | deutsche Politikerin                                                                     | 73    |       |
| 5. September  | John Mark Gannon                    | Bischof von Erie                                                                         | 91    |       |
| 5. September  | Anastassija Dawydowna Wirsaladse    | sowjetische bzw. georgische Pianistin und Klavierpädagogin                               | 84    |       |
| 6. September  | Nikolai Akimow                      | sowjetischer Theaterregisseur und -produzent, Bühnenbildner sowie Grafiker               | 67    |       |
| 6. September  | Kurt von Geitner                    | deutscher Offizier, zuletzt Generalmajor im Zweiten Weltkrieg                            | 84    |       |
| 6. September  | Johann Klepsch                      | österreichischer Polizist und SS-Führer                                                  | 74    |       |
| 6. September  | Anny Konetzni                       | österreichische Opernsängerin (Sopran)                                                   | 66    |       |
| 6. September  | Giuseppe Lepori                     | Schweizer Politiker (CVP)                                                                | 66    |       |
| 6. September  | Kenneth Peacock                     | britischer Autorennfahrer                                                                | 66    |       |
| 6. September  | Karl Franz Rankl                    | österreichischer Dirigent und Komponist                                                  | 69    |       |
| 6. September  | Carl Rotter                         | deutscher Glasschleifer                                                                  | 72    |       |
| 6. September  | Rudolf Schindler                    | deutscher Gastroenterologe                                                               | 80    |       |
| 6. September  | Leo Sexton                          | US-amerikanischer Leichtathlet                                                           | 59    |       |
| 6. September  | Andreas Sprenger                    | österreichischer Politiker (ÖVP), Landtagsabgeordneter und Landesrat                     | 69    |       |
| 6. September  | Fritz Wertheimer                    | deutscher Journalist                                                                     | 83    |       |
| 7. September  | Crane Brinton                       | US-amerikanischer Historiker                                                             | 70    |       |
| 7. September  | Lucio Fontana                       | italienischer Maler und Bildhauer                                                        | 69    |       |
| 7. September  | Otto Moll                           | deutscher Philologe                                                                      | 86    |       |
| 7. September  | Robert Onnen                        | deutscher Politiker (SPD), MdL                                                           | 80    |       |
| 7. September  | John Rymill                         | australischer Polarforscher                                                              | 63    |       |
| 7. September  | Karl Tewes                          | deutscher Fußballspieler                                                                 | 82    |       |
| 8. September  | Jan Fridegård                       | schwedischer Schriftsteller                                                              | 71    |       |
| 8. September  | Hans Potyka                         | deutscher Arzt und Politiker (SPD), MdL                                                  | 55    |       |
| 8. September  | August Topman                       | estnischer Komponist, Organist und Hochschullehrer                                       | 86    |       |
| 9. September  | Otto Brüggemann                     | deutscher Schauspieler                                                                   | 67    |       |
| 9. September  | Alfred Stange                       | deutscher Kunsthistoriker                                                                | 74    |       |
| 10. September | Alfred Auersperg                    | österreichischer Psychiater und Neurologe                                                | 68    |       |
| 10. September | Percy Mills, 1. Viscount Mills      | britischer Politiker der Conservative Party                                              | 78    |       |
| 10. September | Erna Mohr                           | deutsche Zoologin, Kustos des Zoologischen Staatsinstituts und Museums Hamburg, Lehrerin | 74    |       |
| 11. September | Tommy Armour                        | schottisch-US-amerikanischer Golfspieler                                                 | 73    |       |
| 11. September | Fletcher Bowron                     | US-amerikanischer Politiker                                                              | 81    |       |
| 11. September | Carl August Claussen                | deutscher Marineoffizier und Konteradmiral im Zweiten Weltkrieg                          | 87    |       |
| 11. September | René Cogny                          | französischer General                                                                    | 64    |       |
| 11. September | Max Ehrhardt                        | deutscher Gewerkschafter                                                                 | 72/73 |       |
| 11. September | Hans Ferlitsch                      | österreichischer Politiker (ÖVP), Abgeordneter zum Kärntner Landtag, Landesrat           | 77    |       |
| 11. September | Harry Hertzsch                      | deutscher Schauspieler                                                                   | 64    |       |
| 11. September | Walter Theilacker                   | deutscher Chemiker; Rektor der Leibniz Universität Hannover (1957–1958)                  | 65    |       |
| 12. September | George Hoyningen-Huene              | russisch-amerikanischer Modefotograf                                                     | 68    |       |
| 12. September | Hans Muggenthaler                   | deutscher Lehrer und Heimatforscher                                                      | 82    |       |
| 12. September | Günther von Pechmann                | deutscher Museumsleiter und Kultur- und Wirtschaftspolitiker                             | 85    |       |
| 12. September | Hal Phyfe                           | US-amerikanischer Fotograf                                                               | 76    |       |
| 12. September | Peter Pollatschek                   | deutscher Schauspieler                                                                   | 24    |       |
| 12. September | Ryszard Siwiec                      | polnischer Philosoph, Buchhalter, Soldat der polnischen Heimatarmee und Selbstverbrenner | 59    |       |
| 12. September | Heinrich Wahlster                   | deutscher Fabrikant und Oberbürgermeister von Saarbrücken                                | 75    |       |
| 12. September | John Stephens Wood                  | US-amerikanischer Politiker                                                              | 83    |       |
| 13. September | Frank Barson                        | englischer Fußballspieler                                                                | 77    |       |
| 13. September | James Kennedy                       | irischer Politiker (Fianna Fáil)                                                         | 59    |       |
| 13. September | Franz Lenk                          | deutscher Künstler                                                                       | 70    |       |
| 13. September | Alexander Oskar Noah                | deutscher Kunst- und Landschaftsmaler                                                    | 83    |       |
| 13. September | Melita Petri                        | deutsche Schauspielerin                                                                  | 77    |       |
| 13. September | Keith L. Ware                       | US-amerikanischer Generalmajor                                                           | 52    |       |
| 13. September | Gertrud Woker                       | Schweizer Frauenrechtlerin, Chemikerin und Friedensaktivistin                            | 89    |       |
| 14. September | Hans Kugler                         | Vertreter der IG Farben und verurteilter Kriegsverbrecher                                | 67    |       |
| 14. September | Ernst Lampe                         | deutscher Pädagoge                                                                       | 82    |       |
| 14. September | Ernst Levy                          | deutscher Jurist und Rechtshistoriker                                                    | 86    |       |
| 14. September | Walter Lucas                        | deutscher Architekt                                                                      | 66    |       |
| 14. September | William H. McMaster                 | US-amerikanischer Politiker                                                              | 91    |       |
| 14. September | Hermann Winter                      | deutscher Flugzeugkonstrukteur und Pilot                                                 | 71    |       |
| 15. September | Josef Kentenich                     | deutscher Pater, Gründer der internationalen Schönstatt-Bewegung                         | 82    |       |
| 15. September | Otto Schön                          | deutscher Politiker (KPD, SED), MdV, Büroleiter des Politbüros des ZK der SED in der DDR | 63    |       |
| 15. September | Ľudovít Winter                      | slowakischer Unternehmer ungarischer Abstammung, Betreiber des Kurbades Piešťany         | 97    |       |
| 16. September | Thérèse Ansingh                     | niederländische Malerin                                                                  | 85    |       |
| 16. September | Erica Küppers                       | evangelische Theologin und Pfarrerin                                                     | 76    |       |
| 16. September | Kalle Väisälä                       | finnischer Mathematiker und Pädagoge                                                     | 75    |       |
| 16. September | Nedrick Young                       | US-amerikanischer Filmschauspieler und Drehbuchautor                                     | 54    |       |
| 17. September | Cyprian Bhekuzulu kaSolomon         | südafrikanischer König der Zulu                                                          | 44    |       |
| 17. September | Armand Blanchonnet                  | französischer Radrennfahrer                                                              | 64    |       |
| 17. September | Fritz Catta                         | deutscher Architekt, liberaler Kommunal- und Landespolitiker (DVP), MdL                  | 82    |       |
| 17. September | Alfred Ernst                        | Schweizer Botaniker                                                                      | 93    |       |
| 17. September | Jaime Eyzaguirre                    | chilenischer Historiker                                                                  | 59    |       |
| 17. September | Erich Kneußl                        | österreichischer Politiker (CSP), Abgeordneter zum Nationalrat                           | 84    |       |
| 17. September | João Baptista Mascarenhas de Morais | brasilianischer Armeeoffizier                                                            | 84    |       |
| 18. September | Friedrich Altemeier                 | deutscher Jagdflieger                                                                    | 82    |       |
| 18. September | Fritz Haas                          | österreichischer Architekt                                                               | 78    |       |
| 18. September | Max Knaake                          | deutscher Filmarchitekt                                                                  | 84    |       |
| 18. September | Virgilio Felice Levratto            | italienischer Fußballspieler und -trainer                                                | 63    |       |
| 18. September | Francis McDonald                    | US-amerikanischer Filmschauspieler                                                       | 77    |       |
| 18. September | Franchot Tone                       | US-amerikanischer Filmschauspieler                                                       | 63    |       |
| 19. September | Adrianus Cornelis de Bruijn         | niederländischer Gewerkschaftsführer und Politiker (KVP)                                 | 80    |       |
| 19. September | Chester Carlson                     | US-amerikanischer Erfinder, Physiker und Patentanwalt                                    | 62    |       |
| 19. September | Red Foley                           | US-amerikanischer Country-Sänger                                                         | 58    |       |
| 19. September | Hellmut Haubold                     | deutscher Mediziner und SS-Führer                                                        | 62    |       |
| 19. September | Philipp Herrmann                    | deutscher Maler und Restaurator                                                          | 69    |       |
| 20. September | Dinsmore Alter                      | US-amerikanischer Astronom und Meteorologe                                               | 80    |       |
| 20. September | Aleksandra Brusztein                | polnisch-russische Schriftstellerin                                                      | 84    |       |
| 20. September | Siegfried Deutsch                   | österreichischer Sportfunktionär                                                         | 74    |       |
| 20. September | Max Fremerey                        | deutscher Offizier, zuletzt Generalleutnant im Zweiten Weltkrieg                         | 79    |       |
| 20. September | Lily Grosser                        | deutsche Friedensaktivistin                                                              | 74    |       |
| 20. September | Hermann Hofmann                     | Schweizer Kapellmeister, Orchester- und Chordirigent                                     | 74    |       |
| 20. September | Paul Will                           | deutscher SS-Brigadeführer und Generalmajor der Polizei                                  | 80    |       |
| 21. September | Jay Dratler                         | US-amerikanischer Drehbuch- und Romanautor                                               | 57    |       |
| 21. September | Börje Fredriksson                   | schwedischer Jazz-Saxophonist und Komponist                                              | 31    |       |
| 21. September | Hirotsu Kazuo                       | japanischer Schriftsteller                                                               | 76    |       |
| 21. September | Charles R. Jackson                  | US-amerikanischer Schriftsteller                                                         | 65    |       |
| 21. September | Ursula Rosenow                      | deutsche Tennisspielerin und die Ehefrau von Günter Eilemann                             | 48    |       |
| 22. September | Hugo Schulz                         | deutscher Politiker (Zentrum), MdL                                                       | 69    |       |
| 23. September | Rosa Bartl                          | deutsche Zauberkünstlerin und -händlerin                                                 | 84    |       |
| 23. September | Ole Berg                            | norwegischer General                                                                     | 77    |       |
| 23. September | Wilhelm Hertin                      | deutscher Politiker der CDU                                                              | 88    |       |
| 23. September | Pio von Pietrelcina                 | italienischer Ordenspriester, Kapuziner, Heiliger                                        | 81    |       |
| 24. September | Ludwig Binder                       | deutscher Maler und Illustrator                                                          | 56    |       |
| 24. September | Erich Reinhardt                     | deutscher Politiker (SPD), MdA                                                           | 71    |       |
| 24. September | Branislav Sekulić                   | jugoslawischer Fußballspieler und -trainer                                               | 61    |       |
| 24. September | Arthur Sellings                     | britischer Wissenschaftler und Autor                                                     | 47    |       |
| 24. September | Sigríður Zoëga                      | isländische Fotografin                                                                   | 79    |       |
| 24. September | Virginia Valli                      | US-amerikanische Schauspielerin                                                          | 70    |       |
| 25. September | Hans F. K. Günther                  | deutscher Eugeniker und nationalsozialistischer „Rasseforscher“                          | 77    |       |
| 25. September | Naresh Mitra                        | bengalischer, indischer Schauspieler und Filmregisseur                                   | 80    |       |
| 25. September | Fritz Nemitz                        | deutscher Kunsthistoriker                                                                | 76    |       |
| 25. September | Wladimir Pawlowitsch Simagin        | russischer Schachmeister                                                                 | 49    |       |
| 25. September | Otto Volkmann                       | deutscher Dirigent und Musikdirektor                                                     | 79    |       |
| 25. September | Cornell Woolrich                    | US-amerikanischer Krimi-Schriftsteller                                                   | 64    |       |
| 26. September | Daniel Johnson senior               | kanadischer Politiker, Premierminister von Québec                                        | 53    |       |
| 26. September | Władysław Kędra                     | polnischer Pianist und Musikpädagoge                                                     | 50    |       |
| 26. September | Wilhelm Knüppel                     | deutscher Offizier, Generalmajor im Heer der Wehrmacht                                   | 65    |       |
| 26. September | Bengt Morberg                       | schwedischer Turner                                                                      | 71    |       |
| 26. September | Theodor Schwarz                     | Schweizer orthodox-marxistischer Philosoph                                               |       |       |
| 26. September | Heinz Wöltje                        | deutscher Hockeyspieler                                                                  | 66    |       |
| 27. September | José Avendaño                       | chilenischer Fußballspieler                                                              | 56    |       |
| 27. September | Eduard Babauczek                    | österreichischer Fußballschiedsrichter                                                   | 43    |       |
| 27. September | Guido De Filip                      | italienischer Ruderer                                                                    | 64    |       |
| 27. September | William Hume-Rothery                | englischer Metallurg und Werkstoffwissenschaftler                                        | 69    |       |
| 27. September | Käte Jöken-König                    | deutsche Schauspielerin, Sängerin und Hörspielsprecherin                                 | 62    |       |
| 27. September | Maria Niggemeyer                    | deutsche Politikerin (Zentrum, später CDU), MdB                                          | 80    |       |
| 27. September | Wilhelm Schreyer                    | deutscher Politiker (SPD)                                                                | 71    |       |
| 27. September | Otto Streicher                      | Schweizer Architekt und Kinoinhaber                                                      | 81    |       |
| 28. September | Norman Brookes                      | australischer Tennisspieler                                                              | 90    |       |
| 28. September | Louis Castex                        | französischer Luftfahrtpionier und Autor                                                 | 72    |       |
| 28. September | Margot Claussen                     | deutsche Malerin                                                                         | 83    |       |
| 28. September | Auguste Hansen-Kleinmichel          | deutsche Schauspielerin und Synchronsprecherin                                           |       |       |
| 28. September | Blagoi Popow                        | bulgarischer Kommunist                                                                   | 65    |       |
| 28. September | Cecilia Razovsky                    | Sozialarbeiterin                                                                         | 82    |       |
| 28. September | Heinrich Scheppmann                 | deutscher Politiker (CDU), MdL, MdB                                                      | 72    |       |
| 28. September | Otto Schubert                       | deutscher Architekt und Hochschullehrer                                                  | 90    |       |
| 29. September | Karsten Jaspersen                   | deutscher Psychiater und Neurologe                                                       | 72    |       |
| 29. September | Gaspar Kani                         | Bauingenieur                                                                             | 57    |       |
| 29. September | Edgard Leuenroth                    | Drucker, Journalist, Aktivist                                                            | 86    |       |
| 29. September | Paul Radmilovic                     | britischer Wasserballspieler und Schwimmer                                               | 82    |       |
| 29. September | André de Richaud                    | französischer Schriftsteller                                                             | 61    |       |
| 29. September | Eddie Wilcox                        | US-amerikanischer Jazzpianist und Arrangeur                                              | 60    |       |
| 30. September | Alexandyr Boshinow                  | bulgarischer Maler                                                                       | 90    |       |
| 30. September | Werner Brandes                      | deutscher Kameramann                                                                     | 79    |       |
| 30. September | Heinrich Schmitz                    | deutscher evangelischer Pfarrer, Gegner des Nationalsozialismus und NS-Opfer             | 78    |       |
| 30. September | George Leonard Wallace              | australischer Schauspieler und Komiker                                                   | 50    |       |
| September     | Amang S. Kanyi                      | gambischer Politiker                                                                     |       |       |
| September     | Rain in Face                        | kanadischer Lacrossespieler                                                              | 83    |       |